# عبد العزيز (سياسي)
عبد العزيز (بالإندونيسية: Abdul Aziz)‏ هو سياسي إندونيسي، ولد في 4 يونيو 1970. نشط حزبياً في حزب الاتحاد والتنمية.